# Enno Lolling
Enno Lolling (Colonia, 19 luglio 1888 – Flensburgo, 27 maggio 1945) è stato un medico tedesco; membro delle SS, ha prestato servizio come lagerarzt (medico di campo) nel campo di concentramento di Dachau. In seguito diresse la divisione medica per tutti i campi di concentramento delle SS.

## Biografia
Lolling nacque a Colonia, dove frequentò il ginnasio e si diplomò nel 1905. Studiò medicina, superando l'esame di stato nell'agosto 1914 presso l’ospedale universitario della Charité di Berlino. Continuò gli studi a Kiel, dove conseguì un dottorato.

## Servizio militare
Lolling prestò servizio nell'esercito tedesco come volontario dal 1907 al 1908, poi nella Kaiserliche Marine dal 1 aprile 1908 al 17 gennaio 1919. Divenne medico della marina nel 1913, guadagnando promozioni ogni anno per poi diventare medico dello staff navale nel 1918.
Durante la Prima Guerra Mondiale, fu assistente medico a bordo dell'SMS Wittelsbach fino al novembre 1915, poi sull'SMS Pfeil fino al gennaio 1917 ed assistente medico sull'SMS Hannover fino all'agosto 1917. Successivamente, fino all'aprile 1918, prestò servizio come assistente medico presso l'ospedale della marina di Mürwik, che era colonia tedesca.
Da lì divenne assistente medico presso la Prima Divisione Aerea Navale, prestando servizio fino al giugno 1918, quindi come assistente medico con il Secondo Battaglione Costiero nelle Fiandre fino alla fine della guerra. 
Alla fine del gennaio 1919, lasciò la marina e iniziò a lavorare come medico a Neustrelitz.

## Epoca nazista
Lolling si unì al partito nazista nel 1931, diventando membro n. 4.691.483.  Era già entrato a far parte delle SA nel 1923 e il 28 agosto 1933 si unì alle SS come membro n. 179.765.
Il 13 settembre 1936, Lolling fu promosso Hauptsturmführer. Dal 2 maggio al 29 maggio 1936 completò un addestramento con la Kriegsmarine. Lolling fu accettato come medico di medicina generale e nel settembre 1936 fu nominato medico dello squadrone SS-Verfügungstruppe, presso l'accademia militare delle SS a Bad Tölz. 
All'inizio del novembre 1936, divenne medico all'ospedale militare delle SS a Dachau. 
Nel 1939, Lolling fu schierato con la 3ª divisione SS Totenkopf e dal 6 maggio 1940 all'11 febbraio 1941, lavorò come medico di campo nel campo di concentramento di Dachau. 
Il 12 febbraio 1941, fu nominato dal SS-Führungshauptamt come principale medico del campo di concentramento di Sachsenhausen e nello stesso anno divenne il principale medico dell'Ispettorato dei campi di concentramento. Il 3 marzo 1942 fu incaricato della direzione per i servizi medici e l'igiene del campo di concentramento di Sachsenhausen. Da maggio a luglio 1942 Lolling dovette lasciare l'incarico per qualche tempo a causa di una grave malattia e in questo periodo fu sostituito da Julius Muthig.
Il 9 novembre 1943, Lolling fu promosso al grado di SS-Standartenführer, ma mantenne il comando della direzione medica del campo.
Dopo questa promozione finale, Lolling ordinò che una collezione di pelli umane con tatuaggi venisse preparata in diversi modi e inviata a Berlino: furono realizzati centinaia di esemplari. I prigionieri sani venivano uccisi con un'iniezione di fenolo al cuore, per non danneggiare i tatuaggi.
Lolling era responsabile dell'assegnazione dei medici ai vari campi di concentramento gestiti dalle SS.
Il 27 maggio 1945, Lolling si suicidò all'ospedale militare di Flensburgo. Aveva 56 anni.